# Aeolus
Aeolus es un género de escarabajos de la familia Elateridae.

## Especies
- Aeolus abbreviatus
- Aeolus achates
- Aeolus adustus
- Aeolus aequinoctialis
- Aeolus africanus
- Aeolus amabilis
- Aeolus amasius
- Aeolus amicus
- Aeolus anchoralis
- Aeolus angustifrons
- Aeolus antennatus
- Aeolus apicalis
- Aeolus apicatus
- Aeolus apularis
- Aeolus arcticollis
- Aeolus asper
- Aeolus atriceps
- Aeolus barbisternus
- Aeolus basalis
- Aeolus basilaris
- Aeolus batesi
- Aeolus bicinctus
- Aeolus bicolor
- Aeolus bifasciatus
- Aeolus bimucronatus
- Aeolus binotatus
- Aeolus biplagiatus
- Aeolus bisellatus
- Aeolus bisignatus
- Aeolus bivittatus
- Aeolus brevipennis
- Aeolus brunneiventris
- Aeolus brunneus
- Aeolus calcaripilosus
- Aeolus candezei
- Aeolus capnurus
- Aeolus centralis
- Aeolus cibaensis
- Aeolus cinctus
- Aeolus circumcinctus
- Aeolus circumscriptus
- Aeolus comis
- Aeolus concinnus
- Aeolus corypheus
- Aeolus cribratus
- Aeolus crucifer
- Aeolus cruciger
- Aeolus cruentus
- Aeolus crux
- Aeolus cucullatus
- Aeolus curtipennis
- Aeolus cylindricollis
- Aeolus cylindricus
- Aeolus decoratus
- Aeolus delectabilis
- Aeolus depressus
- Aeolus designatus
- Aeolus dimidiatofasciatus
- Aeolus diminutivus
- Aeolus discicollis
- Aeolus discoidalis
- Aeolus discoideus
- Aeolus distigma
- Aeolus dorsalis
- Aeolus dorsiger
- Aeolus dubius
- Aeolus dugesi
- Aeolus elegans
- Aeolus elegantulus
- Aeolus facetus
- Aeolus feretrum
- Aeolus fissus
- Aeolus flavipennis
- Aeolus flavipes
- Aeolus flavus
- Aeolus fleutiauxi
- Aeolus frivolus
- Aeolus fumatus
- Aeolus fuscatus
- Aeolus galapagoensis
- Aeolus garzoni
- Aeolus gaudichaudi
- Aeolus gavisus
- Aeolus goyasiensis
- Aeolus granulatus
- Aeolus graphicus
- Aeolus grouvellei
- Aeolus haemorrhoidalis
- Aeolus hexastigma
- Aeolus ichnographicus
- Aeolus indistinctus
- Aeolus inquietus
- Aeolus interruptus
- Aeolus intricatus
- Aeolus jeanneli
- Aeolus krugi
- Aeolus lateralis
- Aeolus latifasciatus
- Aeolus laureatus
- Aeolus lepidulus
- Aeolus lepidus
- Aeolus leprieuri
- Aeolus liberalis
- Aeolus lineatus
- Aeolus litoris
- Aeolus livens
- Aeolus longicollis
- Aeolus longicornis
- Aeolus macer
- Aeolus macilentus
- Aeolus maculatus
- Aeolus mannerheimi
- Aeolus manni
- Aeolus marginatus
- Aeolus mauricei
- Aeolus medianus
- Aeolus mediofasciatus
- Aeolus melanurus
- Aeolus melinostictus
- Aeolus melliculus
- Aeolus mellillus
- Aeolus meridionalis
- Aeolus minarum
- Aeolus minimus
- Aeolus minor
- Aeolus minutissimus
- Aeolus minutus
- Aeolus mniszechi
- Aeolus multisignatus
- Aeolus mundicollis
- Aeolus nanus
- Aeolus nigriceps
- Aeolus nigrinus
- Aeolus nigritulus
- Aeolus nigriventris
- Aeolus nigrofasciatus
- Aeolus nigromaculatus
- Aeolus nobilis
- Aeolus oberndorfferi
- Aeolus obliquus
- Aeolus octoguttatus
- Aeolus opacus
- Aeolus orpheus
- Aeolus otti
- Aeolus ovipennis
- Aeolus palliatus
- Aeolus panamensis
- Aeolus parallelus
- Aeolus parvulus
- Aeolus pectoralis
- Aeolus perversus
- Aeolus pictus
- Aeolus platynotus
- Aeolus polleti
- Aeolus polygrammus
- Aeolus posticus
- Aeolus praestans
- Aeolus proletarius
- Aeolus puerulus
- Aeolus pulchellus
- Aeolus pullatus
- Aeolus pusillus
- Aeolus pustulatus
- Aeolus pyroplabtus
- Aeolus quadriguttatus
- Aeolus quadrimaculatus
- Aeolus quinarius
- Aeolus quintus
- Aeolus reniger
- Aeolus retrofasciatus
- Aeolus rodriguezi
- Aeolus rubripennis
- Aeolus ruficeps
- Aeolus rugipennis
- Aeolus sahlbergi
- Aeolus sanguinicollis
- Aeolus saulcyi
- Aeolus scitus
- Aeolus scriptus
- Aeolus scutellatus
- Aeolus selliger
- Aeolus sexguttatus
- Aeolus sexmaculatus
- Aeolus sexnotulatus
- Aeolus sexplagiatus
- Aeolus sexpustulatus
- Aeolus sigillatus
- Aeolus signatipennis
- Aeolus signatus
- Aeolus signifer
- Aeolus simiolus
- Aeolus simoni
- Aeolus singularis
- Aeolus sordidus
- Aeolus steinheili
- Aeolus stolatus
- Aeolus subornatus
- Aeolus suturellus
- Aeolus terminatus
- Aeolus testudineus
- Aeolus theridii
- Aeolus thoracicus
- Aeolus trachypygus
- Aeolus trifasciatus
- Aeolus trilineatus
- Aeolus trimaculatus
- Aeolus tripartitus
- Aeolus trisignatus
- Aeolus tropicalis
- Aeolus umbratus
- Aeolus undulatus
- Aeolus unicolor
- Aeolus unifasciatus
- Aeolus ustulatus
- Aeolus variabilis
- Aeolus variegatus
- Aeolus variolatus
- Aeolus ventricosus
- Aeolus venustus
- Aeolus vermiculatus
- Aeolus verruculosus
- Aeolus virgatus
- Aeolus virgulatus
- Aeolus vittatus
- Aeolus vulneratus
- Aeolus yucatanus